# American-Football-Europameisterschaft 2018
Die American-Football-Europameisterschaft 2018 war die 14. Austragung dieses Turniers. Sie wurde als Turnier mit mehreren Qualifikationsrunden ausgetragen. Die teilnehmenden Nationalmannschaften steigen gemäß ihrem Abschneiden bei der letzten Europameisterschaft zu verschiedenen Zeitpunkten in das Turnier ein. Dieser Modus war eine Abänderung des bisherigen Austragungsmodus und trägt dem deutlichen Zuwachs des Teilnehmerfeldes Rechnung.

## Modus
Am Europameisterschaftsturnier nahmen sechs Teams teil. Die vier besten Teams der Europameisterschaft 2014 waren hierfür bereits qualifiziert. Für die verbleibenden beiden Plätze traten insgesamt 16 Mannschaften in verschiedenen Qualifikationsphasen an.
Die erste Qualifikationsphase fand 2015 in Form von einfachen Playoff-Spielen statt. Von den zwölf Mannschaften, die antraten, waren sechs bereits Teilnehmer eines der Turniere der letzten Europameisterschaft. Diese sechs Teams traten jeweils als gesetztes Team mit Heimrecht gegen ein ungesetztes Team an. Die Sieger qualifizierten sich für eines der beiden Turniere, die 2016 ausgetragen wurden. Ausrichter und bereits qualifiziert für diese Turniere waren das zweit- und drittplatzierte Team der Spielklasse B der letzten Europameisterschaft. Bei beiden Turnieren, die parallel ausgetragen wurden, ermittelten vier Teams im Playoff-Modus einen Sieger. Diese beiden Sieger traten 2017 in jeweils einem Playoff-Spiel gegen den Fünft- und Sechstplatzierten der Europameisterschaft 2014 an. Dabei hatten die beiden Teilnehmer der Endrunde 2014 Heimrecht. Die Gewinner aus diesen Begegnungen nahmen an der Europameisterschaft 2018 teil.

## Qualifikation
Die Terminologie bezüglich der Qualifikationsrunden änderte sich im Laufe des Wettbewerbs. Zunächst galt die in Form von Rundenturnieren angesetzte zweite Qualifikationsrunde als Europameisterschaft der Gruppe B. Die Qualifikationsrunden der Jahre 2015 und 2017 waren entsprechend die Qualifikationen für A- und B-EM.

### Erste Runde
|                                           |                      | {{{Spiel}}} |         |        |  |                       |
| Alcorcón 30. August 2015 12:00 Uhr (MESZ) |                      | Spanien     | 20 : 28 | Israel |  | Estadio Santo Domingo |
| Alcorcón 30. August 2015 12:00 Uhr (MESZ) | (0:7, 7:6, 6:7, 7:8) | Spanien     |         | Israel |  | Estadio Santo Domingo |

|                                    |                 | {{{Spiel}}} |        |          |  |                 |
| Basel 26. September 2015 18:00 Uhr |                 | Schweiz     | 21 : 0 | Slowakei |  | Stadion Rankhof |
| Basel 26. September 2015 18:00 Uhr | (7:0, 7:0, 0:0) | Schweiz     |        | Slowakei |  | Stadion Rankhof |

|                                     |                       | {{{Spiel}}} |        |          |  |                       |
| Puschkin 10. Oktober 2015 13:00 Uhr |                       | Russland    | 20 : 0 | Norwegen |  | Zarskoje Selo Stadion |
| Puschkin 10. Oktober 2015 13:00 Uhr | (0:0, 10:0, 7:0, 3:0) | Russland    |        | Norwegen |  | Zarskoje Selo Stadion |

|                                    |                         | {{{Spiel}}} |        |        |  |                  |
| Belgrad 10. Oktober 2015 14:00 Uhr |                         | Serbien     | 56 : 0 | Ungarn |  | Stadion Voždovac |
| Belgrad 10. Oktober 2015 14:00 Uhr | (14:0, 21:0, 14:0, 7:0) | Serbien     |        | Ungarn |  | Stadion Voždovac |

|                                      |                      | {{{Spiel}}} |        |       |  |               |
| Pardubice 11. Oktober 2015 14:00 Uhr |                      | Tschechien  | 14 : 7 | Polen |  | Letní stadion |
| Pardubice 11. Oktober 2015 14:00 Uhr | (0:0, 0:0, 7:7, 7:0) | Tschechien  |        | Polen |  | Letní stadion |

|                                     |                      | {{{Spiel}}} |        |         |  |                                      |
| Waalwijk 24. Oktober 2015 18:00 Uhr |                      | Niederlande | 17 : 3 | Belgien |  | Mandemakers Stadion Zuschauer: 4.200 |
| Waalwijk 24. Oktober 2015 18:00 Uhr | (7:0, 3:3, 7:0, 0:0) | Niederlande |        | Belgien |  | Mandemakers Stadion Zuschauer: 4.200 |

Bis auf eine Ausnahme setzten sich in allen diesen Spielen die Favoriten durch, die seitens der European Federation of American Football (EFAF) „gesetzt“ waren und somit Heimrecht genossen. Die vermeintlich schwächeren Teams wurden ihnen zugelost und hatten mit der Ausnahme von Israel – dessen erstes Länderspiel dieses Qualifikationsspiel gegen Spanien war – letztlich das Nachsehen. Die Sieger qualifizierten sich somit jeweils für die nächste Runde, die in jeweils zwei Turnieren mit ebenfalls gesetzten und aufgrund vergangener Leistungen bereits qualifizierten Gastgebern die Teilnehmer an der letzten Qualifikationsrunde ausspielen.

### Zweite Runde

#### Turnier in Italien
Am Qualifikationsturnier in Lignano Sabbiadoro (Italien) nahmen neben den gesetzten Gastgebern noch Serbien, die Schweiz und Israel teil.
|  | 2. September 2016 | 2. September 2016 | 2. September 2016 |                   |  | Finale | Finale  | Finale |
|  |                   |                   |                   |                   |  |        |         |        |
|  |                   |                   |                   |                   |  |        |         |        |
|  | 1                 | Italien           | 40                |                   |  |        |         |        |
|  | 8                 | Israel            | 10                |                   |  | 1      | Italien | 17     |
|  |                   |                   |                   |                   |  | 4      | Serbien | 14     |
|  |                   |                   |                   |                   |  |        |         |        |
|  |                   |                   |                   | Platzierungsspiel |  |        |         |        |
|  | 4                 | Serbien           | 17                |                   |  |        |         |        |
|  | 5                 | Schweiz           | 0                 |                   |  | 5      | Schweiz | 51     |
|  |                   |                   |                   |                   |  | 8      | Israel  | 0      |
|  |                   |                   |                   |                   |  |        |         |        |

|                                                       |                                      | {{{Spiel}}} |         |        |  |                  |
| Lignano Sabbiadoro 2. September 2016 14:00 Uhr (MESZ) |                                      | Italien     | 40 : 10 | Israel |  | Stadio G. Teghil |
| Lignano Sabbiadoro 2. September 2016 14:00 Uhr (MESZ) | (7:0, 3:10, 14:0, 16:0) Spielbericht | Italien     |         | Israel |  | Stadio G. Teghil |

|                                                       |                               | {{{Spiel}}} |        |         |  |                  |
| Lignano Sabbiadoro 2. September 2016 19:00 Uhr (MESZ) |                               | Serbien     | 17 : 0 | Schweiz |  | Stadio G. Teghil |
| Lignano Sabbiadoro 2. September 2016 19:00 Uhr (MESZ) | (14:0, 0:0, 3:0) Spielbericht | Serbien     |        | Schweiz |  | Stadio G. Teghil |

|                                                       |                                      | Platzierungsspiel |        |        |  |                  |
| Lignano Sabbiadoro 4. September 2016 15:00 Uhr (MESZ) |                                      | Schweiz           | 51 : 0 | Israel |  | Stadio G. Teghil |
| Lignano Sabbiadoro 4. September 2016 15:00 Uhr (MESZ) | (0:0, 21:0, 20:0, 10:0) Spielbericht | Schweiz           |        | Israel |  | Stadio G. Teghil |

|                                                       |                               | Finale  |         |         |  |                  |
| Lignano Sabbiadoro 4. September 2016 19:00 Uhr (MESZ) |                               | Italien | 17 : 14 | Serbien |  | Stadio G. Teghil |
| Lignano Sabbiadoro 4. September 2016 19:00 Uhr (MESZ) | (3:0, 7:0, 0:14) Spielbericht | Italien |         | Serbien |  | Stadio G. Teghil |

#### Turnier in Großbritannien
Am Turnier der Spielklasse B in Großbritannien nahmen neben den gesetzten Gastgebern noch Tschechien, die Niederlande und Russland teil.
|  | 16. September 2016 | 16. September 2016 | 16. September 2016 |                   |  | Finale | Finale         | Finale |
|  |                    |                    |                    |                   |  |        |                |        |
|  |                    |                    |                    |                   |  |        |                |        |
|  | 2                  | Großbritannien     | 30                 |                   |  |        |                |        |
|  | 7                  | Russland           | 3                  |                   |  | 2      | Großbritannien | 38     |
|  |                    |                    |                    |                   |  | 3      | Tschechien     | 13     |
|  |                    |                    |                    |                   |  |        |                |        |
|  |                    |                    |                    | Platzierungsspiel |  |        |                |        |
|  | 3                  | Tschechien         | 20                 |                   |  |        |                |        |
|  | 6                  | Niederlande        | 13                 |                   |  | 6      | Niederlande    | 17     |
|  |                    |                    |                    |                   |  | 7      | Russland       | 6      |
|  |                    |                    |                    |                   |  |        |                |        |

|                                        |  | {{{Spiel}}} |         |             |  |                 |
| Worcester 16. September 2016 15:00 Uhr |  | Tschechien  | 20 : 13 | Niederlande |  | Sixways Stadium |
| Worcester 16. September 2016 15:00 Uhr |  | Tschechien  |         | Niederlande |  | Sixways Stadium |

|                                        |  | {{{Spiel}}}    |        |          |  |                 |
| Worcester 16. September 2016 19:00 Uhr |  | Großbritannien | 30 : 3 | Russland |  | Sixways Stadium |
| Worcester 16. September 2016 19:00 Uhr |  | Großbritannien |        | Russland |  | Sixways Stadium |

|                                        |              | Platzierungsspiel |        |          |  |                 |
| Worcester 18. September 2016 10:00 Uhr |              | Niederlande       | 17 : 6 | Russland |  | Sixways Stadium |
| Worcester 18. September 2016 10:00 Uhr | Spielbericht | Niederlande       |        | Russland |  | Sixways Stadium |

|                                        |              | Finale         |         |            |  |                 |
| Worcester 18. September 2016 14:00 Uhr |              | Großbritannien | 38 : 13 | Tschechien |  | Sixways Stadium |
| Worcester 18. September 2016 14:00 Uhr | Spielbericht | Großbritannien |         | Tschechien |  | Sixways Stadium |

### Dritte Runde
Die dritte und letzte Qualifikationsrunde sollte im Jahr 2017 ausgetragen werden. Die beiden Gewinner der Turniere aus dem Jahr 2016, Italien und Großbritannien, sollten in Play-off-Spielen gegen Schweden und Dänemark antreten, welche aufgrund der Teilnahme an der Endrunde 2014 bereits für diese Runde der Qualifikation gesetzt waren. Die Play-offs wurde jedoch wegen des Machtkampfs im Weltverband nie ausgetragen.

## IFAF-Machtkampf
Während der Weltmeisterschaft 2015 wurde als Nachfolger des zurückgetretenen IFAF-Präsidenten Tommy Wiking der bisherige Vizepräsident Roope Norenen gewählt, während ein anderer Teil der Delegierten Wiking wieder als Präsidenten einsetzte. In der Folge bestanden zwei konkurrierende Organisation, die beide für sich beanspruchten, die richtige IFAF zu sein. Diese wurden von der Presse nach den orten ihrer Kongresse im September 2016 als IFAF Paris (unter Wiking) unter IFAF New York (unter Norenen) genannt. 
Deutschland als Teil der IFAF Paris sollte ursprünglich die Endrunde austragen. Ende 2017 wurde, nachdem die dritte Qualifikationsrunde ausgefallen war, vom AFVD die Teilnahme Italiens an der Endrunde verkündet. Die bereits qualifizierten Finnen (Teil der IFAF New York) sowie die anderen noch in der Qualifikation befindlichen Teams gehörten nicht zum Starterfeld. Eine Nennung von Gründen erfolgte nicht. Anfang des Jahres 2018 wurde bekannt, dass die Europameisterschaft auf unbestimmte Zeit verschoben werden sollte. Der AFVD führte dabei organisatorische Gründe an, ohne diese näher zu benennen.
Im September 2017 stellte der Internationale Sportgerichtshof (CAS) fest, dass Wiking 2015 offiziell als Präsident zurückgetreten war; am 1. März 2018 wurde Norenens Nachfolger Richard MacLean durch eine endgültige Entscheidung des CAS zum legitimen Präsidenten der IFAF erklärt. Kurz darauf gab die IFAF unter MacLean die Vergabe der Europameisterschaft nach Finnland bekannt. Das Teilnehmerfeld bestand nun wieder aus sechs Teams. Neben Italien gehörte auch der amtierende Europameister Deutschland, der durch seinen Titel bereits qualifiziert war, nicht mehr zum Starterfeld. Dagegen waren die noch in der Qualifikation befindlichen Teams Schweden, Dänemark und Großbritannien sowie Gastgeber Finnland dabei. Auch in diesem Fall wurde die Auswahl des Teilnehmerfeldes nicht begründet. Der Italienische Verband verfasste daraufhin eine Protestnote, in der sie ihre Teilnahme einforderten.

## Endrunde

### Teilnehmer
Bereits qualifiziert für die Endrunde in Deutschland hätten die vier bestplatzierten Mannschaften der letzten Austragung der Europameisterschaft sein sollen: Deutschland, Österreich, Frankreich und Finnland. Zwei weitere Teilnehmer sollten durch eine Qualifikationsphase ermittelt werden.
Mit der Ausrichtung des Turniers durch die IFAF New York rückten Finnland, Schweden, Dänemark und Großbritannien für Deutschland und Italien ins Teilnehmerfeld.

### Spielort
Zunächst war Deutschland Ausrichter und es sollte in mehreren Städten gespielt werden. Am 20. Juli 2016 gab der AFVD via Facebook bekannt, dass entgegen vorheriger Angaben alle Spiele in Berlin im Friedrich-Ludwig-Jahn-Sportpark ausgetragen werden sollen. Im Juli 2017 wurde dann als Spielort die Commerzbank Arena in Frankfurt bekannt gegeben.
Das von der IFAF New York veranstaltete Turnier fand in Vantaa, Finnland statt.

### Gruppenphase

#### Gruppe A
| Platz | Land       | Sp | TD    | Diff. | Punkte |
| ----- | ---------- | -- | ----- | ----- | ------ |
| 1     | Österreich | 2  | 81:18 | +63   | 4:0    |
| 2     | Schweden   | 2  | 33:61 | −28   | 2:2    |
| 3     | Dänemark   | 2  | 35:70 | −35   | 0:4    |

|                                |                                     | {{{Spiel}}} |         |            |  |                                      |
| 29. Juli 2018 16:00 Uhr (EEST) |                                     | Dänemark    | 15 : 40 | Österreich |  | Zuschauer: 502 Referee: Øyvind Løken |
| 29. Juli 2018 16:00 Uhr (EEST) | (0:0, 7:14, 8:6, 0:20) Spielbericht | Dänemark    |         | Österreich |  | Zuschauer: 502 Referee: Øyvind Løken |

|                                |                                     | {{{Spiel}}} |         |          |  |                                      |
| 31. Juli 2018 16:00 Uhr (EEST) |                                     | Schweden    | 30 : 20 | Dänemark |  | Zuschauer: 347 Referee: Bård Beylich |
| 31. Juli 2018 16:00 Uhr (EEST) | (0:14, 7:0, 17:0, 6:6) Spielbericht | Schweden    |         | Dänemark |  | Zuschauer: 347 Referee: Bård Beylich |

|                                 |                                     | {{{Spiel}}} |        |          |  |                                      |
| 2. August 2018 16:00 Uhr (EEST) |                                     | Österreich  | 41 : 3 | Schweden |  | Zuschauer: 512 Referee: Øyvind Løken |
| 2. August 2018 16:00 Uhr (EEST) | (21:3, 10:0, 7:0, 3:0) Spielbericht | Österreich  |        | Schweden |  | Zuschauer: 512 Referee: Øyvind Løken |

#### Gruppe B
| Platz | Land           | Sp | TD    | Diff. | Punkte |
| ----- | -------------- | -- | ----- | ----- | ------ |
| 1     | Frankreich     | 2  | 63:23 | +40   | 4:0    |
| 2     | Finnland       | 2  | 42:28 | +14   | 2:2    |
| 3     | Großbritannien | 2  | 16:70 | −54   | 0:4    |

|                                |                                    | {{{Spiel}}} |        |                |  |                                        |
| 29. Juli 2018 20:00 Uhr (EEST) |                                    | Finnland    | 28 : 7 | Großbritannien |  | Zuschauer: 1.650 Referee: Bård Beylich |
| 29. Juli 2018 20:00 Uhr (EEST) | (7:0, 21:7, 0:0, 0:0) Spielbericht | Finnland    |        | Großbritannien |  | Zuschauer: 1.650 Referee: Bård Beylich |

|                                |                                     | {{{Spiel}}}    |        |            |  |                                      |
| 31. Juli 2018 20:00 Uhr (EEST) |                                     | Großbritannien | 9 : 42 | Frankreich |  | Zuschauer: 428 Referee: Øyvind Løken |
| 31. Juli 2018 20:00 Uhr (EEST) | (3:14, 3:14, 3:7, 0:7) Spielbericht | Großbritannien |        | Frankreich |  | Zuschauer: 428 Referee: Øyvind Løken |

|                                 |                                    | {{{Spiel}}} |         |          |  |                                        |
| 2. August 2018 20:00 Uhr (EEST) |                                    | Frankreich  | 21 : 14 | Finnland |  | Zuschauer: 2.518 Referee: Bård Beylich |
| 2. August 2018 20:00 Uhr (EEST) | (0:0, 7:0, 0:7, 14:7) Spielbericht | Frankreich  |         | Finnland |  | Zuschauer: 2.518 Referee: Bård Beylich |

### Platzierungsspiele
|                                 |                                    | Spiel um Platz 5 |         |                |  |                                       |
| 4. August 2018 11:00 Uhr (EEST) |                                    | Dänemark         | 16 : 33 | Großbritannien |  | Zuschauer: 303 Referee: V. Lamminsalo |
| 4. August 2018 11:00 Uhr (EEST) | (0:7, 0:7, 8:12, 8:7) Spielbericht | Dänemark         |         | Großbritannien |  | Zuschauer: 303 Referee: V. Lamminsalo |

|                                 |                                     | Spiel um Platz 3 |         |          |  |                                       |
| 4. August 2018 15:00 Uhr (EEST) |                                     | Finnland         | 35 : 21 | Schweden |  | Zuschauer: 1984 Referee: Bård Beylich |
| 4. August 2018 15:00 Uhr (EEST) | (7:0, 7:6, 7:15, 14:0) Spielbericht | Finnland         |         | Schweden |  | Zuschauer: 1984 Referee: Bård Beylich |

|                                 |                                     | Finale     |         |            |  |                                   |
| 4. August 2018 19:00 Uhr (EEST) |                                     | Österreich | 14 : 28 | Frankreich |  | Zuschauer: 1757 Referee: O. Løken |
| 4. August 2018 19:00 Uhr (EEST) | (0:7, 14:0, 0:14, 0:7) Spielbericht | Österreich |         | Frankreich |  | Zuschauer: 1757 Referee: O. Løken |